# Міст Альма

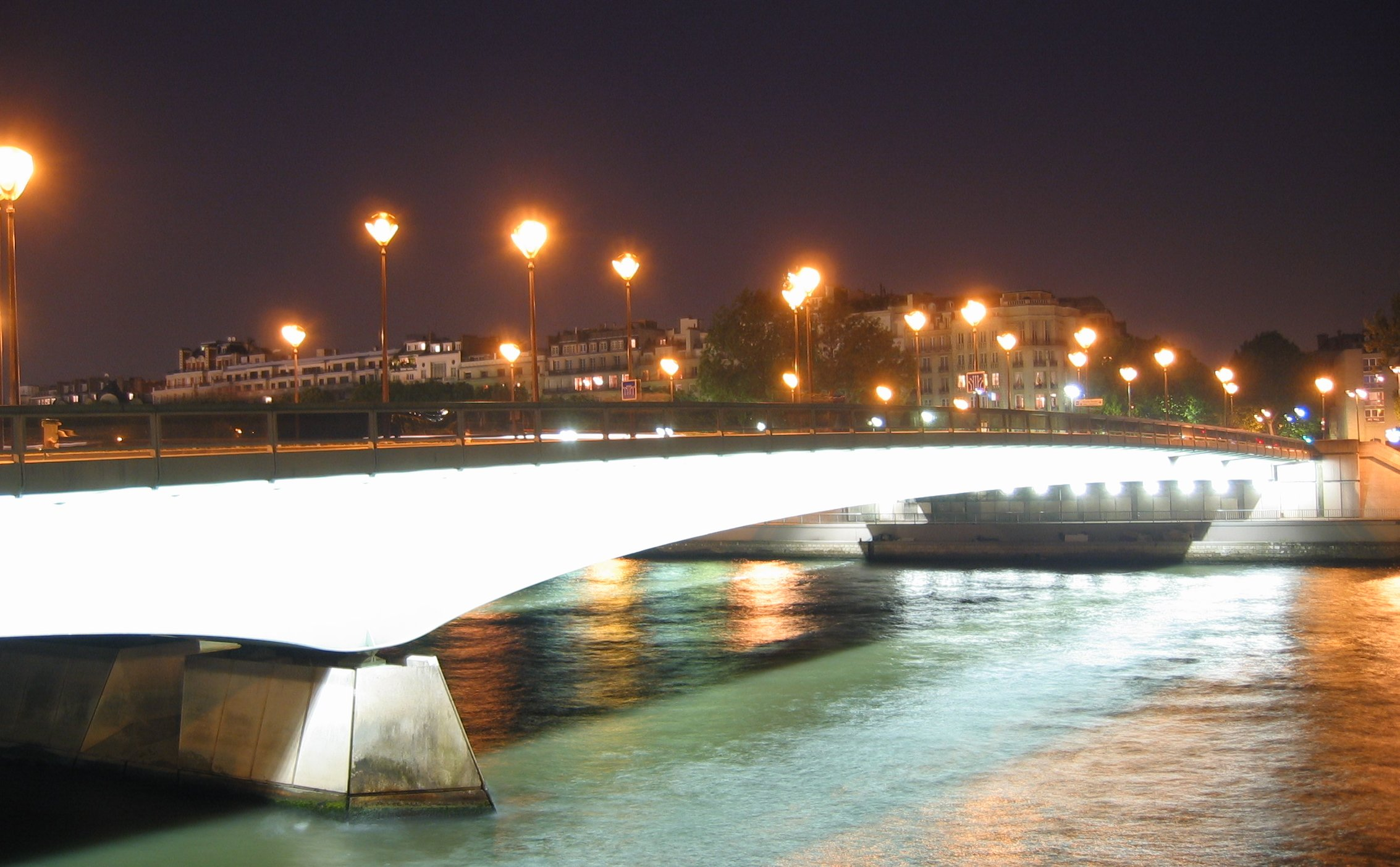
Міст Альма вночі

Міст Альма (фр. Pont De L'Alma) — 150-метровий арковий міст через Сену в Парижі, названий на честь перемоги французів над російськими військами в битві на річці Альма Кримської війни.

## Історія
Міст відкритий поблизу площі Альма імператором Наполеоном III 2 квітня 1856, а до Всесвітньої виставки 1900 року його довжина збільшилася вдвічі за рахунок прибудови пішохідного містка.
Міст був оздоблений чотирма статуями — зуава, гренадера, артилериста й піхотинця. Ці статуї були зручні для визначення рівня Сени: коли вода покривала ступні ніг зуава, доступ публіки до річки перекривала поліція, а коли вода доходила до рівня стегон — закривалася річкова навігація.
У 1970–1974 для потреб дорожнього руху старовинний міст було замінено на сучасний. Нині з чотирьох статуй на мосту збереглася тільки фігура зуава. Решта були відвезені за межі Парижа: наприклад, «Піхотинець» стоїть у Венсенському форті Гравель.

## Цікаві факти
- Коли художникові Едуару Мане було відмовлено виставляти свої полотна на офіційному Салоні, він спорудив для їхньої експозиції барак біля мосту Альма.
- Біля в'їзду на міст у 1989 встановлена копія полум'я смолоскипа статуї Свободи, яку називають "Полум'я свободи". Після того, як в тунелі біля мосту Альма загинула англійська принцеса Діана, ця скульптурна композиція була переосмислена як пам'ятник на її честь.
- У фільмі "2012" в тому самому фатальному тунелі перед мостом гине один з персонажів фільму.

## Галерея

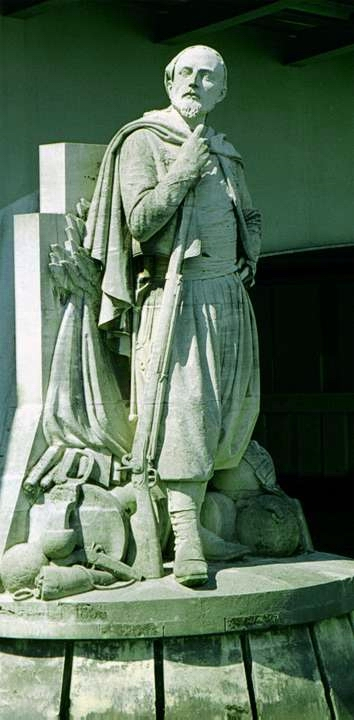
«Зуав»
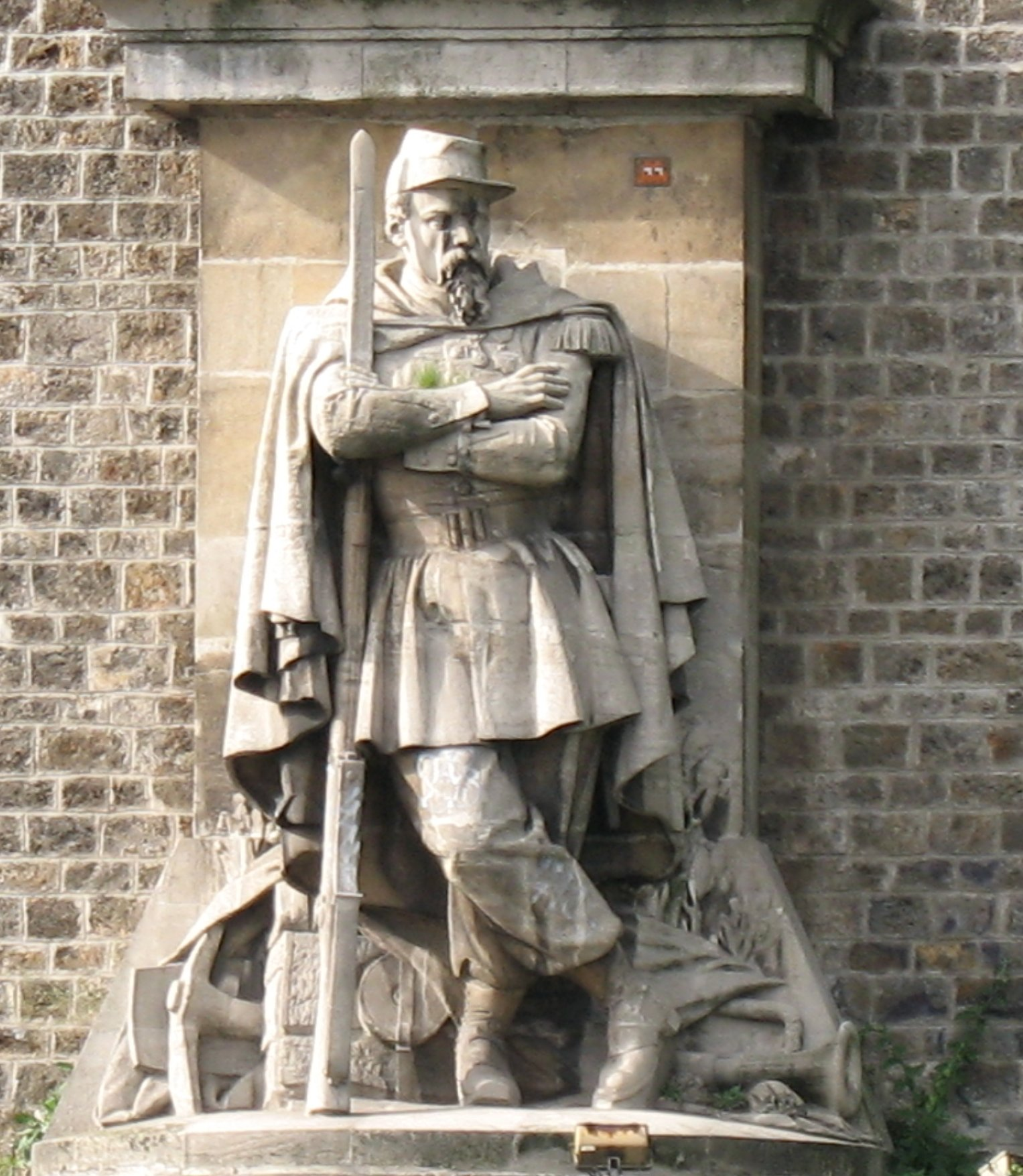
«Піхотинець»
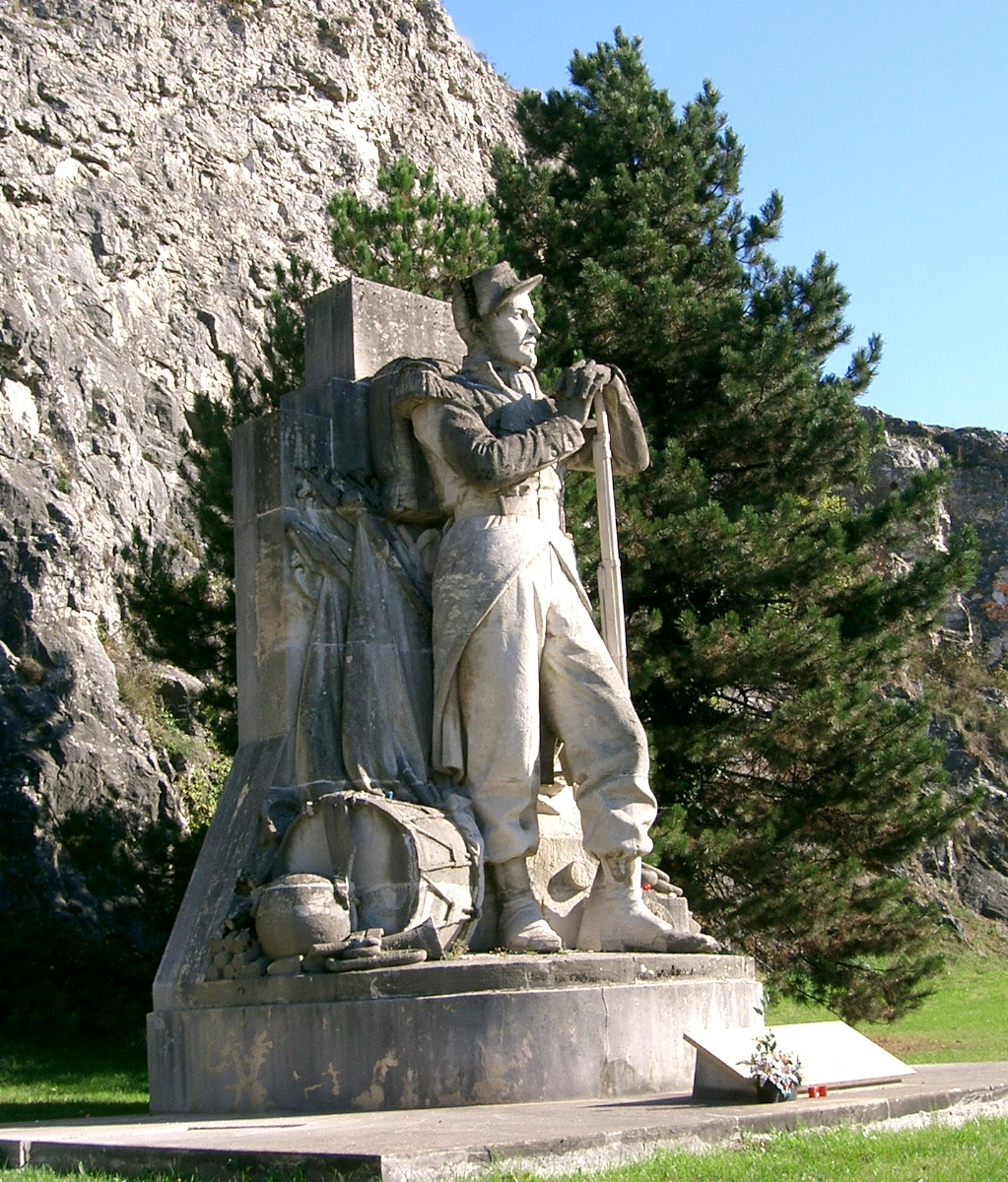
«Гренадер»
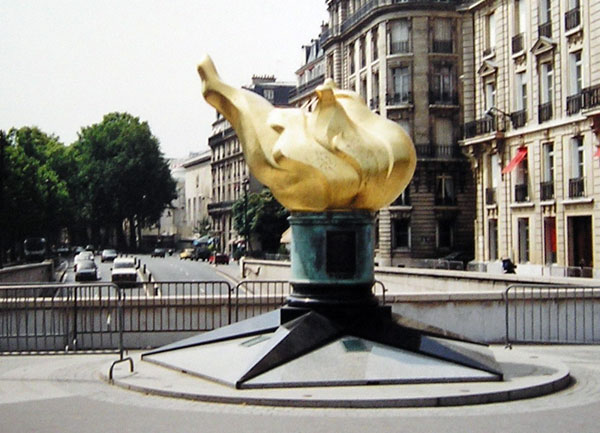
«Полум'я свободи»
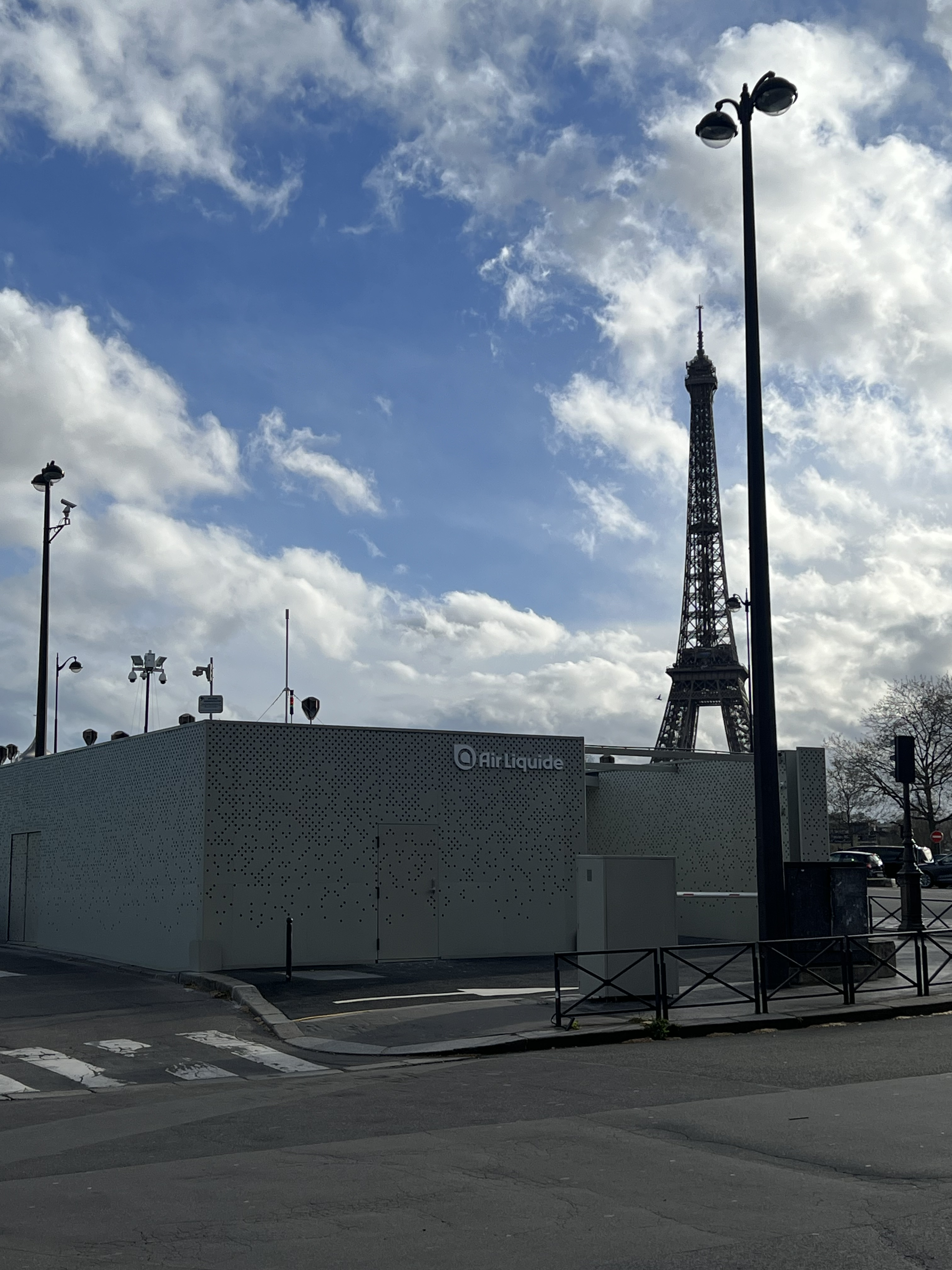
Воднева станція Air Liquide на Понт-де-л'Альма